# Tosin Dosunmu
Pour les articles homonymes, voir Dosunmu (homonymie).
Tosin Dosunmu, né le 15 juillet 1980 à Lagos, est un footballeur nigérian. Il évolue au poste d'attaquant. C'est un petit gabarit vif et rapide.

## Biographie
Tosin Dosunmu arrive en Belgique en 1998, au RWD Molenbeek. Il ne parvient pas à s'imposer et quitte la division 1 pour aller jouer à Denderhoutem. La saison suivante, il rejoint le FC Malines mais quelques mois après son arrivée, le club est au plus mal et les joueurs ne sont plus payés. Il quitte donc gratuitement le club au cours de la saison. Au KVC Westerlo, il explose véritablement. Lors de la saison 2003-2004, il marque 16 buts et obtient un transfert à l'Austria Vienne pour 1,35 M€. Ça se passe plutôt mal en Autriche où il joue peu. Il est donc prêté en 2005 pour une saison au Germinal Beerschot avec lequel il retrouve le chemin des filets. En 2006, il obtient la nationalité belge et il est élu meilleur buteur de la saison 2005-2006 avec 18 buts. 
À la suite de cette très bonne saison en Belgique, il est transféré le 21 juin 2006 à l'AS Nancy-Lorraine pour rejoindre la Ligue 1 avec un contrat de 3 ans pour 1,5 M€. Son début de saison est mitigé. Il joue peu et décide donc en janvier 2007 de revenir une nouvelle fois en Belgique pour se remettre en confiance. Cette fois au SV Zulte-Waregem

### Carrière
- 1997-1998 : Julius Berger FC  Nigeria
- 1998-2001 : RWD Molenbeek  Belgique
- 2001-2002 : Denderhoutem  Belgique
- 2002-déc. 2002 : FC Malines  Belgique
- jan. 2003-2004 : KVC Westerlo  Belgique
- 2004-2006 : Austria Vienne  Autriche
  - 2005-2006 : Germinal Beerschot A.  Belgique (prêt)
- 2006-2007 : AS Nancy-Lorraine  France
  - janvier 2007-2007 : SV Zulte Waregem  Belgique (prêt)
- 2007-2011 : Germinal Beerschot A.  Belgique
  - jan. 2011-2011 : MVV Maastricht  Pays-Bas (prêt)
- 2011 - 2013 : Royal Antwerp FC  Belgique[1],[2]

## Palmarès

### Distinctions personnelles
- Meilleur buteur de la Jupiler League en 2005-2006.